# Championnat féminin du COSAFA 2020
Navigation
2019 2021
Le Championnat féminin du COSAFA 2020 est la huitième édition de cette compétition organisée par le COSAFA. 
Les matchs se déroulent en Afrique du Sud du 3 novembre 2020 au 14 novembre 2020. C'est la troisième fois que ce pays accueille la compétition après 2018 et 2019.

## Participants
Dix pays participent à la compétition.
| Nation participante |
| ------------------- |
| Afrique du Sud      |
| Angola              |
| Botswana            |
| Comores             |
| Eswatini            |
| Lesotho             |
| Malawi              |
| Tanzanie (invitée)  |
| Zambie              |
| Zimbabwe            |

## Stades
| Groupes A, B, C et demi-finales | Groupes A et C     | Finale                     | [[Fichier:South Africa adm location map.svg\|240px\|{{#if:\|{{{alt}}}\|Championnat féminin du COSAFA 2020 est dans la page Afrique du Sud .]]Nelson Mandela Bay Villes hôtes en Afrique du Sud |
| KwaZakele                       | Port Elizabeth     | Port Elizabeth             | [[Fichier:South Africa adm location map.svg\|240px\|{{#if:\|{{{alt}}}\|Championnat féminin du COSAFA 2020 est dans la page Afrique du Sud .]]Nelson Mandela Bay Villes hôtes en Afrique du Sud |
| Wolfson Stadium                 | Gelvandale Stadium | Nelson Mandela Bay Stadium | [[Fichier:South Africa adm location map.svg\|240px\|{{#if:\|{{{alt}}}\|Championnat féminin du COSAFA 2020 est dans la page Afrique du Sud .]]Nelson Mandela Bay Villes hôtes en Afrique du Sud |
| Capacité : 10 000               | Capacité : 3 000   | Capacité : 48 459          | [[Fichier:South Africa adm location map.svg\|240px\|{{#if:\|{{{alt}}}\|Championnat féminin du COSAFA 2020 est dans la page Afrique du Sud .]]Nelson Mandela Bay Villes hôtes en Afrique du Sud |

## Phase de groupes
Les vainqueurs de chaque groupe ainsi que le meilleur deuxième se qualifient pour les demi-finales. 

### Groupe A
| Rang | Équipe         | Pts | J | G | N | P | Bp | Bc | Diff |  | Résultats      |  |     |     |     |
| ---- | -------------- | --- | - | - | - | - | -- | -- | ---- |  | -------------- |  | --- | --- | --- |
| 1    | Afrique du Sud | 9   | 3 | 3 | 0 | 0 | 14 | 0  | +14  |  | Afrique du Sud |  | 2-0 | 5-0 | 7-0 |
| 2    | Angola         | 4   | 3 | 1 | 1 | 1 | 5  | 6  | -1   |  | Angola         |  |     | 4-3 | 1-1 |
| 3    | Eswatini       | 3   | 3 | 1 | 0 | 2 | 7  | 11 | -4   |  | Eswatini       |  |     |     | 4-2 |
| 4    | Comores        | 1   | 3 | 0 | 1 | 2 | 3  | 12 | -9   |  | Comores        |  |     |     |     |

| 3 novembre 2020 | Eswatini                                                  | 4 – 2   | Comores                          | Wolfson Stadium, KwaZakele |  |
| 12 h 30 UTC+2   | P. Dlamini 65e 90+1e · Mgcamphalala 75e · Nonjabuliso 87e | (0 – 1) | 18e Abdourahmane · 53e Hadhirami |                            |  |
| 12 h 30 UTC+2   | (en) Rapport                                              |         |                                  |                            |  |

| 3 novembre 2020 | Afrique du Sud             | 2 – 0   | Angola | Wolfson Stadium, KwaZakele |  |
| 15 h 30 UTC+2   | Mhlongo 40e · Dhlamini 61e | (1 – 0) |        |                            |  |
| 15 h 30 UTC+2   | (en) Rapport               |         |        |                            |  |

| 6 novembre 2020 | Comores       | 1 – 1   | Angola    | Wolfson Stadium, KwaZakele |  |
| 12 h 30 UTC+2   | Haoudadji 83e | (0 – 0) | Makua 66e |                            |  |
| 12 h 30 UTC+2   | (en) Rapport  |         |           |                            |  |

| 6 novembre 2020 | Eswatini     | 0 – 5   | Afrique du Sud                                   | Wolfson Stadium, KwaZakele |  |
| 15 h 30 UTC+2   |              | (0 – 2) | Mthandi 3e 60e · Holweni 37e · Salgado 47e 90+4e |                            |  |
| 15 h 30 UTC+2   | (en) Rapport |         |                                                  |                            |  |

| 9 novembre 2020 | Angola                                                     | 4 – 3   | Eswatini                                      | Wolfson Stadium, KwaZakele |  |
| 15 h 30 UTC+2   | Augusto 25e · Afonso 45+4e (pen.) · Makua 57e 90+3e (pen.) | (2 – 3) | 4e 37e Mgcamphalala · 31e Thandazile Nkambule |                            |  |
| 15 h 30 UTC+2   | (en) Rapport                                               |         |                                               |                            |  |

| 9 novembre 2020 | Afrique du Sud                                          | 7 – 0   | Comores | Gelvandale Stadium, Port Elizabeth |  |
| 15 h 30 UTC+2   | Holweni 8e 31e 49e 88e 90+2e · Magaia 42e · Mthandi 51e | (3 – 0) |         |                                    |  |
| 15 h 30 UTC+2   | (en) Rapport                                            |         |         |                                    |  |

### Groupe B
| Rang | Équipe  | Pts | J | G | N | P | Bp | Bc | Diff |  | Résultats |  |     |     |
| ---- | ------- | --- | - | - | - | - | -- | -- | ---- |  | --------- |  | --- | --- |
| 1    | Malawi  | 6   | 2 | 2 | 0 | 0 | 10 | 0  | +10  |  | Malawi    |  | 1-0 | 9-0 |
| 2    | Zambie  | 3   | 2 | 1 | 0 | 1 | 8  | 1  | +7   |  | Zambie    |  |     | 8-0 |
| 3    | Lesotho | 0   | 2 | 0 | 0 | 2 | 0  | 17 | -17  |  | Lesotho   |  |     |     |

| 4 novembre 2020 | Zambie                                                                      | 8 – 0   | Lesotho | Wolfson Stadium, KwaZakele |  |
| 12 h 30 UTC+2   | Banda 30e 52e 70e · Chilufya 57e · Mulenga 65e · Chanda 66e 76e · Lungu 84e | (1 – 0) |         |                            |  |
| 12 h 30 UTC+2   | (en) Rapport                                                                |         |         |                            |  |

| 7 novembre 2020 | Malawi                                                                                    | 9 – 0 | Lesotho | Wolfson Stadium, KwaZakele |  |
| 15 h 30 UTC+2   | Kapanda 3e · Ta. Chawinga 5e 23e 45e (pen.) 45+3e · Te. Chawinga 12e · Madise 57e 58e 75e | (–)   |         |                            |  |
| 15 h 30 UTC+2   | (en) Rapport                                                                              |       |         |                            |  |

| 9 novembre 2020 | Zambie       | 0 – 1   | Malawi           | Wolfson Stadium, KwaZakele |  |
| 12 h 30 UTC+2   |              | (0 – 1) | 31e Te. Chawinga |                            |  |
| 12 h 30 UTC+2   | (en) Rapport |         |                  |                            |  |

### Groupe C
| Rang | Équipe   | Pts | J | G | N | P | Bp | Bc | Diff |  | Résultats |  |     |     |
| ---- | -------- | --- | - | - | - | - | -- | -- | ---- |  | --------- |  | --- | --- |
| 1    | Botswana | 6   | 2 | 2 | 0 | 0 | 2  | 0  | +2   |  | Botswana  |  | 1-0 | 1-0 |
| 2    | Tanzanie | 3   | 2 | 1 | 0 | 1 | 1  | 1  | 0    |  | Tanzanie  |  |     | 1-0 |
| 3    | Zimbabwe | 0   | 2 | 0 | 0 | 2 | 0  | 2  | -2   |  | Zimbabwe  |  |     |     |

| 4 novembre 2020 | Zimbabwe     | 0 – 1   | Tanzanie       | Wolfson Stadium, KwaZakele |  |
| 15 h 30 UTC+2   |              | (0 – 0) | 60e Shekigenda |                            |  |
| 15 h 30 UTC+2   | (en) Rapport |         |                |                            |  |

| 7 novembre 2020 | Botswana     | 1 – 0   | Tanzanie | Wolfson Stadium, KwaZakele |  |
| 12 h 30 UTC+2   | Mokgabo 48e  | (0 – 0) |          |                            |  |
| 12 h 30 UTC+2   | (en) Rapport |         |          |                            |  |

| 9 novembre 2020 | Zimbabwe     | 0 – 1   | Botswana      | Gelvandale Stadium, Port Elizabeth |  |
| 12 h 30 UTC+2   |              | (0 – 1) | 73e Tholakele |                                    |  |
| 12 h 30 UTC+2   | (en) Rapport |         |               |                                    |  |

### Classement du meilleur deuxième
Pour déterminer le meilleur deuxième de groupe, qui se qualifie pour les demi-finales, seuls les résultats contre le 1er et le 3e sont pris en compte, le groupe A comprenant 4 équipes.
| Rang | Équipe   | Pts | J | G | N | P | Bp | Bc | Diff |
| ---- | -------- | --- | - | - | - | - | -- | -- | ---- |
| 1    | Zambie   | 3   | 2 | 1 | 0 | 2 | 8  | 1  | +7   |
| 2    | Tanzanie | 3   | 2 | 1 | 0 | 1 | 1  | 1  | 0    |
| 3    | Angola   | 3   | 2 | 1 | 0 | 1 | 4  | 5  | -1   |

## Phase finale
|  | Demi-finales   | Demi-finales   | Demi-finales   | Demi-finales   |          |          | Finale      | Finale      | Finale      | Finale      |
|  |                |                |                |                |          |          |             |             |             |             |
|  | 12 novembre    | 12 novembre    | 12 novembre    | 12 novembre    |          |          | 14 novembre | 14 novembre | 14 novembre | 14 novembre |
|  | Botswana       | Botswana       | 2              | 2              |          |          | 14 novembre | 14 novembre | 14 novembre | 14 novembre |
|  | Botswana       | Botswana       | 2              | 2              |          |          | 14 novembre | 14 novembre | 14 novembre | 14 novembre |
|  | Zambie         | Zambie         | 1              | 1              |          |          | 14 novembre | 14 novembre | 14 novembre | 14 novembre |
|  | Zambie         | Zambie         | 1              | 1              | Botswana | Botswana | 1           | 1           |             |             |
|  | 12 novembre    |                |                |                | Botswana | Botswana | 1           | 1           |             |             |
|  |                |                | Afrique du Sud | Afrique du Sud | 2        | 2        |             |             |             |             |
|  | Afrique du Sud | Afrique du Sud | Afrique du Sud | Afrique du Sud | 2        | 2        | 6           | 6           |             |             |
|  | Afrique du Sud | Afrique du Sud |                |                |          |          |             | 6           |             |             |
|  | Malawi         | Malawi         | 2              | 2              |          |          |             |             |             |             |
|  | Malawi         | Malawi         | 2              | 2              |          |          |             |             |             |             |

### Demi-finales
| 12 novembre 2020 | Botswana                     | 2 – 1   | Zambie      | Wolfson Stadium, KwaZakele |  |
| 12 h 00 UTC+2    | Gaofetoge 8e · Tholakele 39e | (2 – 1) | 45+5e Lungu |                            |  |
| 12 h 00 UTC+2    | (en) Rapport                 |         |             |                            |  |

| 12 novembre 2020 | Afrique du Sud                                    | 6 – 2   | Malawi                              | Wolfson Stadium, KwaZakele |  |
| 15 h 30 UTC+2    | Kgoale 51e 64e · Magaia 62e 68e 75e · Holweni 74e | (0 – 0) | Te. Chawinga 53e · Ta. Chawinga 78e |                            |  |
| 15 h 30 UTC+2    | (en) Rapport                                      |         |                                     |                            |  |

### Finale
| 14 novembre 2020 | Botswana     | 1 – 2   | Afrique du Sud           | Nelson Mandela Bay Stadium, Port Elizabeth |  |
| 15 h 00 UTC+2    | Mokgabo 86e  | (0 – 1) | 2e Holweni · 66e Salgado |                                            |  |
| 15 h 00 UTC+2    | (en) Rapport |         |                          |                                            |  |

## Récompenses
Les récompenses suivantes sont attribuées à l'issue de la compétition :
| Prix                | Vainqueur                 |
| ------------------- | ------------------------- |
| Meilleure joueuse   | Hildah Magaia             |
| Meilleure buteuse   | Sibulele Holweni (8 buts) |
| Meilleure gardienne | Maitumelo Bosija          |
| Prix du fair-play   | Eswatini                  |